# 喬治·斯塔爾茨
喬治·希伊·斯塔爾茨（英語：George Sheehy Stults，1975年8月16日—）是美國的一位演員，也曾經是一位模特。他出生在密歇根州，成長在科羅拉多。他曾獲得南科羅拉多大學的角力獎學金。